# Sistels
Sistels est une commune française située dans l'ouest du département de Tarn-et-Garonne, en région Occitanie. Sur le plan historique et culturel, la commune est dans la Lomagne, une ancienne circonscription de la province de Gascogne ayant titre de vicomté, surnommée « Toscane française ».
Exposée à un climat océanique altéré, elle est drainée par le ruisseau du Métau, le ruisseau de Sempesserre et par divers autres petits cours d'eau. La commune possède un patrimoine naturel remarquable : un site Natura 2000 (les « cavités et coteaux associés en Quercy-Gascogne ») et une zone naturelle d'intérêt écologique, faunistique et floristique.
Sistels est une commune rurale qui compte 206 habitants en 2022, après avoir connu un pic de population de 642 habitants en 1831.  Elle fait partie de l'aire d'attraction d'Agen. Ses habitants sont appelés les Sistelois ou  Sisteloises.

## Géographie

### Localisation
Commune située dans le Brulhois. Elle est limitrophe du département du Gers.

### Communes limitrophes
Les communes limitrophes sont  Donzac, Dunes, Flamarens, Gimbrède, Miradoux, Saint-Antoine et Saint-Cirice.
|                 | Dunes            | Donzac (par un quadripoint) |
| Gimbrède (Gers) | Sistels          | Saint-Cirice                |
| Miradoux (Gers) | Flamarens (Gers) | Saint-Antoine (Gers)        |

### Hydrographie

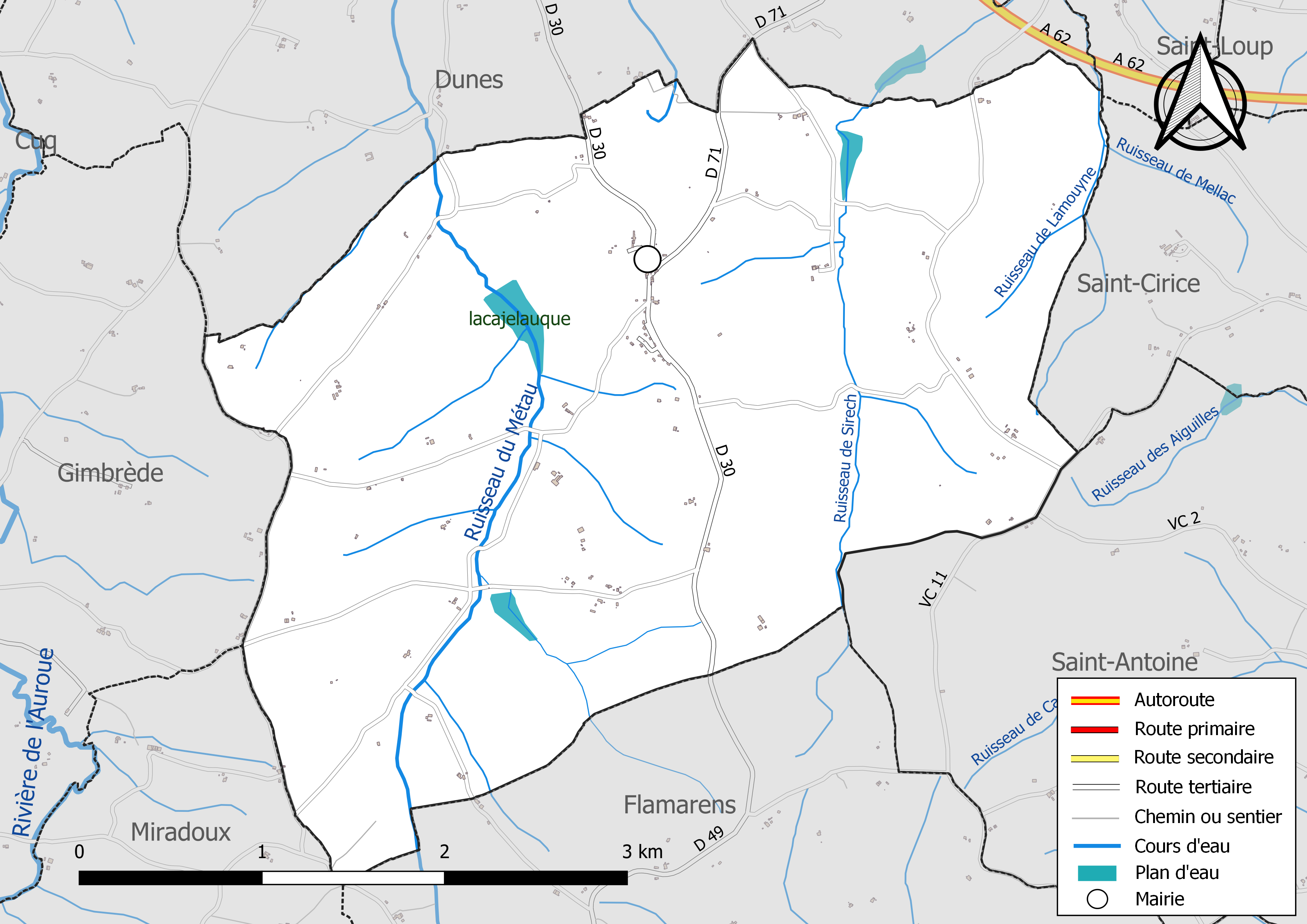
Réseaux hydrographique et routier de Sistels.

La commune est dans le bassin versant de la Garonne, au sein du bassin hydrographique Adour-Garonne. Elle est drainée par le ruisseau du Métau, le ruisseau de Sempesserre, le ruisseau de Lamouyne, le ruisseau de Mellac, le ruisseau de Sirech et par divers petits cours d'eau, constituant un réseau hydrographique de 16 km de longueur totale,.
Le ruisseau du Métau, d'une longueur totale de 11 km, prend sa source dans la commune de Flamarens et s'écoule du sud vers le nord. Il traverse la commune et se jette dans la rivière de l'Auroue à Dunes, après avoir traversé 3 communes.

### Climat
Pour des articles plus généraux, voir Climat de l'Occitanie et Climat de Tarn-et-Garonne.
En 2010, le climat de la commune est de type climat océanique altéré, selon une étude du Centre national de la recherche scientifique s'appuyant sur une série de données couvrant la période 1971-2000. En 2020, Météo-France publie une typologie des climats de la France métropolitaine dans laquelle la commune est toujours exposée à un climat océanique altéré et est dans la région climatique Aquitaine, Gascogne, caractérisée par une pluviométrie abondante au printemps, modérée en automne, un faible ensoleillement au printemps, un été chaud (19,5 °C), des vents faibles, des brouillards fréquents en automne et en hiver et des orages fréquents en été (15 à 20 jours).
Pour la période 1971-2000, la température annuelle moyenne est de 12,7 °C, avec une amplitude thermique annuelle de 15,4 °C. Le cumul annuel moyen de précipitations est de 754 mm, avec 10,5 jours de précipitations en janvier et 6,1 jours en juillet. Pour la période 1991-2020, la température moyenne annuelle observée sur la station météorologique de Météo-France la plus proche, « Valence », sur la commune de Valence à 10 km à vol d'oiseau, est de 14,3 °C et le cumul annuel moyen de précipitations est de 747,3 mm. 
La température maximale relevée sur cette station est de 43 °C, atteinte le 12 août 2003 ; la température minimale est de −13,7 °C, atteinte le 9 février 2012,,.
Les paramètres climatiques de la commune ont été estimés pour le milieu du siècle (2041-2070) selon différents scénarios d'émission de gaz à effet de serre à partir des nouvelles projections climatiques de référence DRIAS-2020. Ils sont consultables sur un site dédié publié par Météo-France en novembre 2022.

### Milieux naturels et biodiversité

#### Réseau Natura 2000

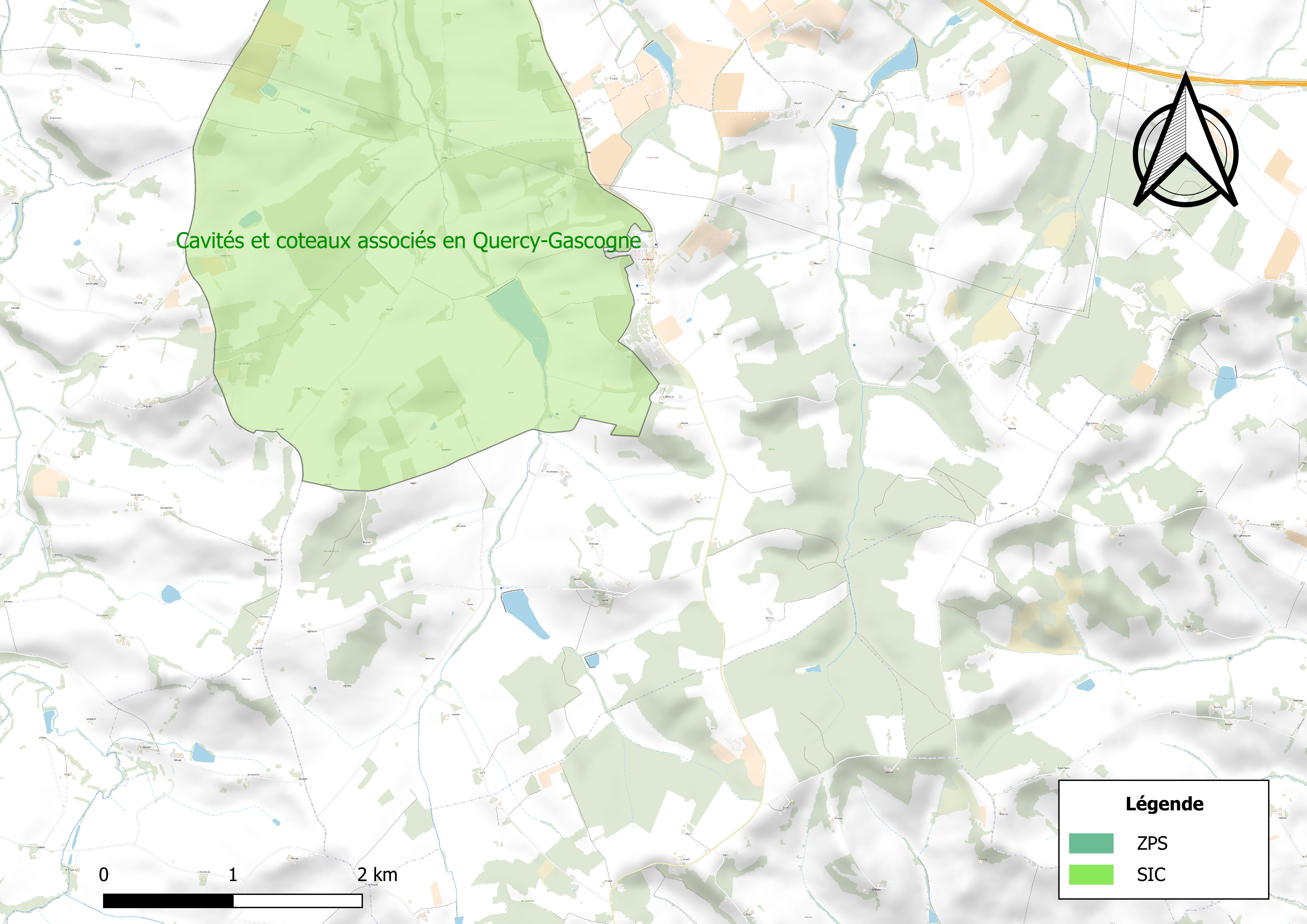
Site Natura 2000 sur le territoire communal.

Le réseau Natura 2000 est un réseau écologique européen de sites naturels d'intérêt écologique élaboré à partir des directives habitats et oiseaux, constitué de zones spéciales de conservation (ZSC) et de zones de protection spéciale (ZPS).
Un site Natura 2000 a été défini sur la commune au titre de la directive habitats : les « cavités et coteaux associés en Quercy-Gascogne », d'une superficie de 1 103 ha, un site hébergeant régulièrement huit espèces de chiroptères de l'annexe II. Il est fréquenté à toutes les saisons par les chauves-souris. En particulier, parmi ces espèces, le Minioptère de Schreibers et le complexe bispécifique Petit Murin/Grand Murin possèdent des effectifs remarquables en période de reproduction.

#### Zones naturelles d'intérêt écologique, faunistique et floristique

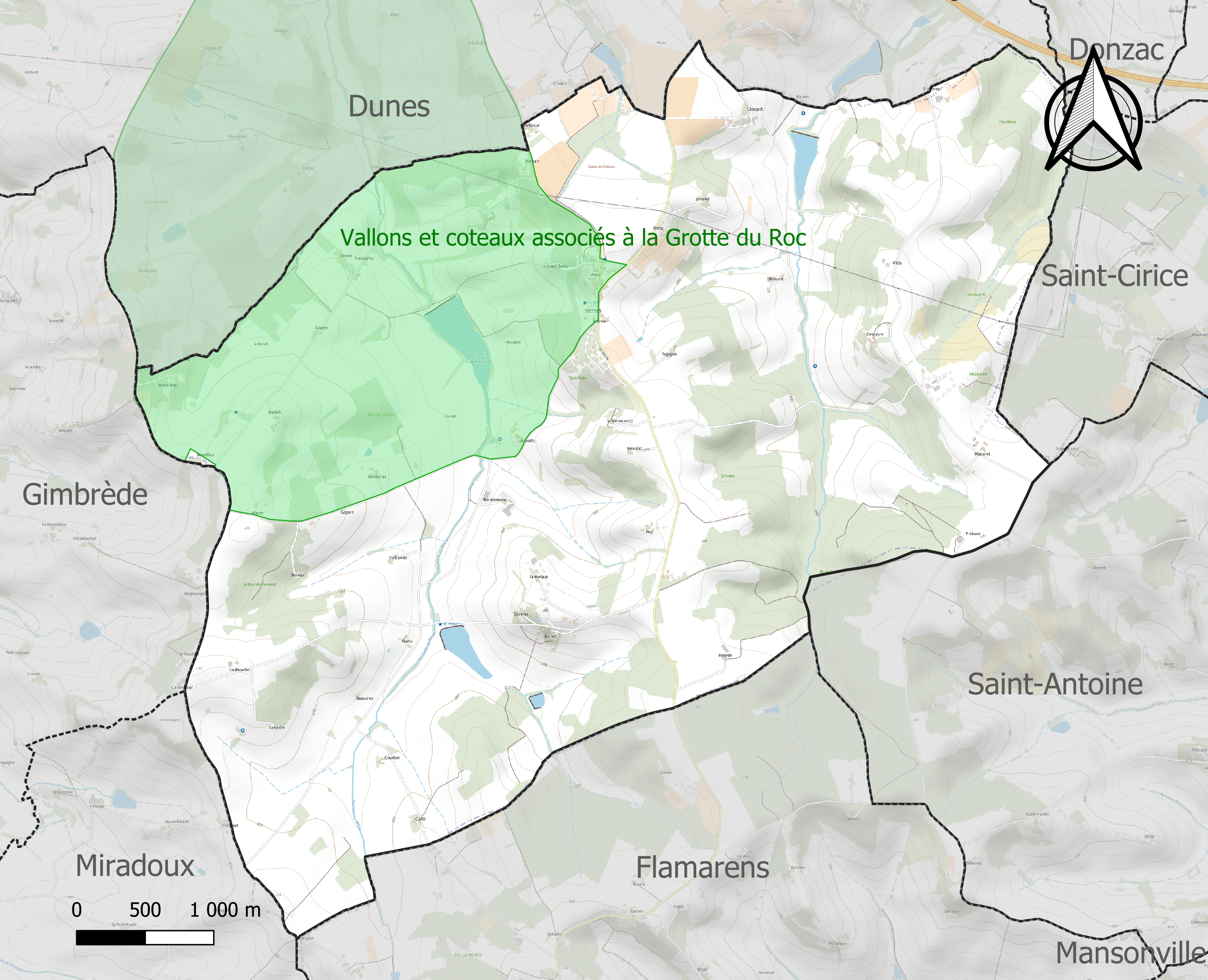
Carte de la ZNIEFF de type 1 localisée sur la commune.

L’inventaire des zones naturelles d'intérêt écologique, faunistique et floristique (ZNIEFF) a pour objectif de réaliser une couverture des zones les plus intéressantes sur le plan écologique, essentiellement dans la perspective d’améliorer la connaissance du patrimoine naturel national et de fournir aux différents décideurs un outil d’aide à la prise en compte de l’environnement dans l’aménagement du territoire.
Une ZNIEFF de type 1 est recensée sur la commune :
les « vallons et coteaux associés à la grotte du Roc » (623 ha), couvrant 3 communes dont une dans le Gers et deux dans le Tarn-et-Garonne.

## Urbanisme

### Typologie
Au 1er janvier 2024, Sistels est catégorisée commune rurale à habitat très dispersé, selon la nouvelle grille communale de densité à sept niveaux définie par l'Insee en 2022.
Elle est située hors unité urbaine. Par ailleurs la commune fait partie de l'aire d'attraction d'Agen, dont elle est une commune de la couronne,. Cette aire, qui regroupe 81 communes, est catégorisée dans les aires de 50 000 à moins de 200 000 habitants,.

### Occupation des sols
L'occupation des sols de la commune, telle qu'elle ressort de la base de données européenne d’occupation biophysique des sols Corine Land Cover (CLC), est marquée par l'importance des territoires agricoles (79,4 % en 2018), une proportion identique à celle de 1990 (79,4 %). La répartition détaillée en 2018 est la suivante : 
terres arables (63,4 %), forêts (20,6 %), zones agricoles hétérogènes (9,4 %), prairies (6,6 %). L'évolution de l’occupation des sols de la commune et de ses infrastructures peut être observée sur les différentes représentations cartographiques du territoire : la carte de Cassini (XVIIIe siècle), la carte d'état-major (1820-1866) et les cartes ou photos aériennes de l'IGN pour la période actuelle (1950 à aujourd'hui).

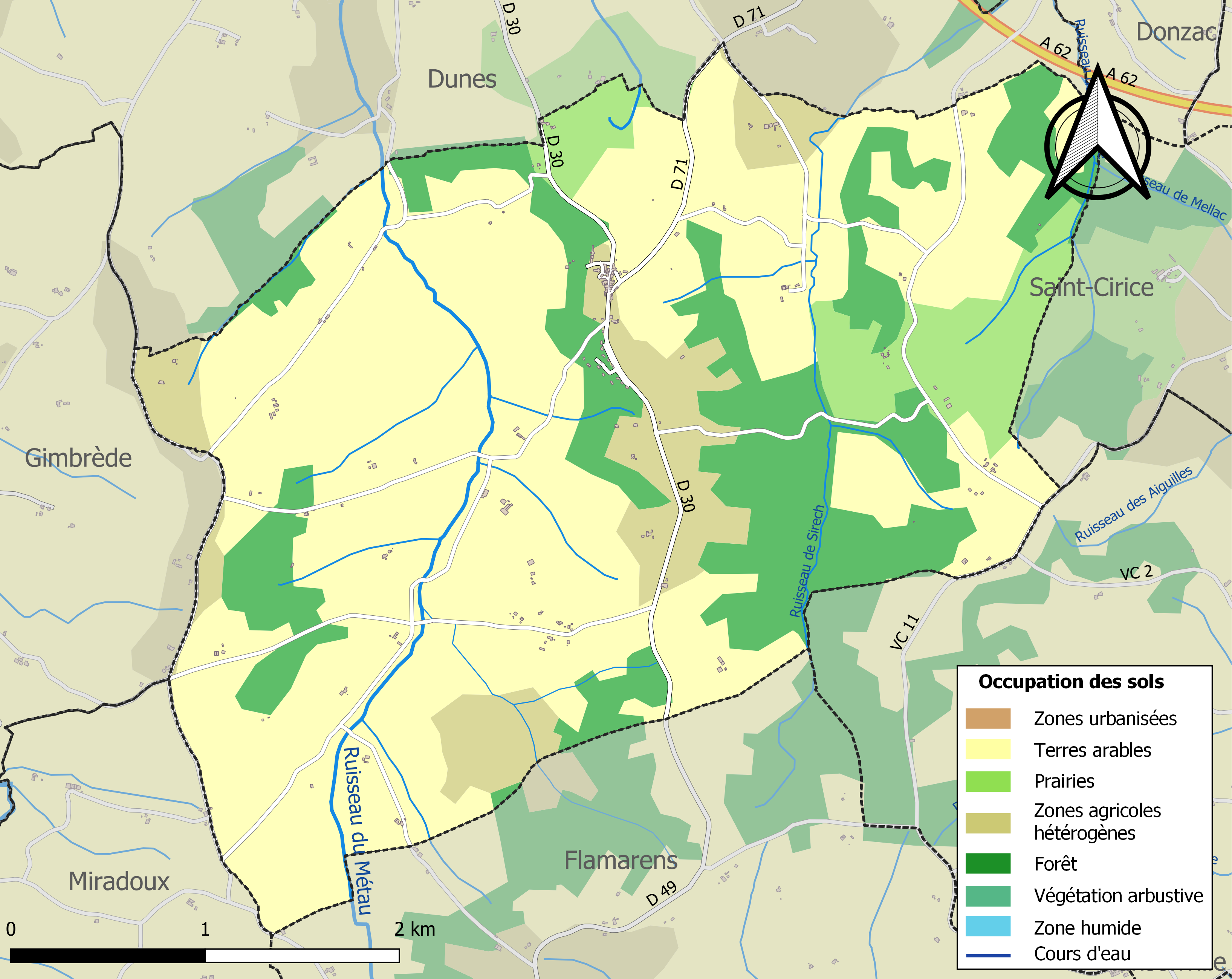
Carte des infrastructures et de l'occupation des sols de la commune en 2018 (CLC).

### Risques majeurs
Le territoire de la commune de Sistels est vulnérable à différents aléas naturels : météorologiques (tempête, orage, neige, grand froid, canicule ou sécheresse), inondations, feux de forêts, mouvements de terrains et séisme (sismicité très faible). Il est également exposé à deux risques technologiques,  le transport de matières dangereuses et le risque nucléaire. Un site publié par le BRGM permet d'évaluer simplement et rapidement les risques d'un bien localisé soit par son adresse soit par le numéro de sa parcelle.

#### Risques naturels
Certaines parties du territoire communal sont susceptibles d’être affectées par le risque d’inondation par débordement de cours d'eau, notamment le ruisseau du Métau. La cartographie des zones inondables en ex-Midi-Pyrénées réalisée dans le cadre du XIe Contrat de plan État-région, visant à informer les citoyens et les décideurs sur le risque d’inondation, est accessible sur le site de la DREAL Occitanie. La commune a été reconnue en état de catastrophe naturelle au titre des dommages causés par les inondations et coulées de boue survenues en 1982, 1993 et 1999,.
Sistels est exposée au risque de feu de forêt du fait de la présence sur son territoire . Le département de Tarn-et-Garonne présentant toutefois globalement un niveau d’aléa moyen à faible très localisé, aucun Plan départemental de protection des forêts contre les risques d’incendie de forêt (PFCIF) n'a été élaboré. Le débroussaillement aux abords des maisons constitue l’une des meilleures protections pour les particuliers contre le feu,.

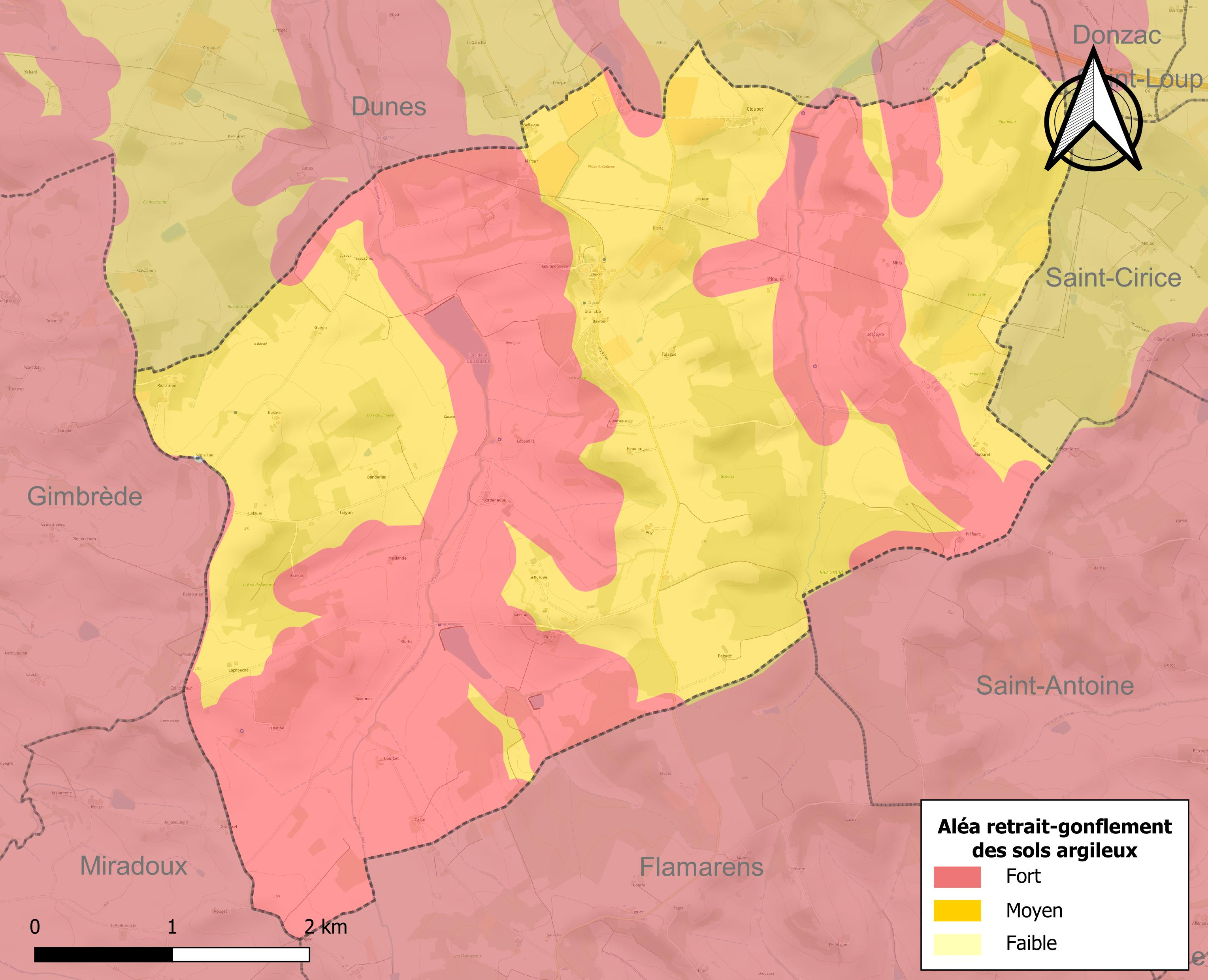
Carte des zones d'aléa retrait-gonflement des sols argileux de Sistels.

Les mouvements de terrains susceptibles de se produire sur la commune sont des tassements différentiels.
Le retrait-gonflement des sols argileux est susceptible d'engendrer des dommages importants aux bâtiments en cas d’alternance de périodes de sécheresse et de pluie. La totalité de la commune est en aléa moyen ou fort (92 % au niveau départemental et 48,5 % au niveau national). Sur les 98 bâtiments dénombrés sur la commune en 2019, 98 sont en aléa moyen ou fort, soit 100 %, à comparer aux 96 % au niveau départemental et 54 % au niveau national. Une cartographie de l'exposition du territoire national au retrait gonflement des sols argileux est disponible sur le site du BRGM,.
Par ailleurs, afin de mieux appréhender le risque d’affaissement de terrain, l'inventaire national des cavités souterraines permet de localiser celles situées sur la commune.
Concernant les mouvements de terrains, la commune a été reconnue en état de catastrophe naturelle au titre des dommages causés par la sécheresse en 2003 et par des mouvements de terrain en 1999.

#### Risques technologiques
Le risque de transport de matières dangereuses sur la commune est lié à sa traversée par des infrastructures routières ou ferroviaires importantes ou la présence d'une canalisation de transport d'hydrocarbures. Un accident se produisant sur de telles infrastructures est susceptible d’avoir des effets graves sur les biens, les personnes ou l'environnement, selon la nature du matériau transporté. Des dispositions d’urbanisme peuvent être préconisées en conséquence.
En cas d’accident grave, certaines installations nucléaires sont susceptibles de rejeter dans l’atmosphère de l’iode radioactif. La commune étant située dans le périmètre de sûreté de 20 km autour de la centrale nucléaire de Golfech, elle est exposée au risque nucléaire. En cas d'accident nucléaire, une alerte est donnée par différents médias (sirène, sms, radio, véhicules). Dès l'alerte, les personnes habitant dans le périmètre de 2 km se mettent à l'abri. Les personnes habitant dans le périmètre de 20 km peuvent être amenées, sur ordre du préfet, à évacuer et ingérer des comprimés d'iode,,.

## Histoire
Sistels vient du latin Cythus[réf. nécessaire].
Pendant la Seconde Guerre mondiale, un groupe de résistants se cacha dans l'une des nombreuses forêts aux alentours du village. Ce groupe faisait partie de la XIIIe compagnie de l'armée secrète.[réf. nécessaire]

## Politique et administration
| Période                                  | Période  | Identité            | Étiquette | Qualité |
| ---------------------------------------- | -------- | ------------------- | --------- | ------- |
| avant 1981                               |          | Henri Chambert      | DVG       |         |
| 1995                                     | 2020     | Alain Delpech       |           |         |
| 2020                                     | En cours | Christophe Boisseau |           |         |
| Les données manquantes sont à compléter. |          |                     |           |         |

## Démographie
| 1793 | 1800 | 1806 | 1821 | 1831 | 1836 | 1841 | 1846 | 1851 |
| ---- | ---- | ---- | ---- | ---- | ---- | ---- | ---- | ---- |
| 457  | 484  | 527  | 541  | 642  | 508  | 477  | 505  | 479  |

| 1856 | 1861 | 1866 | 1872 | 1876 | 1881 | 1886 | 1891 | 1896 |
| ---- | ---- | ---- | ---- | ---- | ---- | ---- | ---- | ---- |
| 457  | 433  | 437  | 390  | 395  | 375  | 357  | 341  | 329  |

| 1901 | 1906 | 1911 | 1921 | 1926 | 1931 | 1936 | 1946 | 1954 |
| ---- | ---- | ---- | ---- | ---- | ---- | ---- | ---- | ---- |
| 325  | 299  | 267  | 212  | 218  | 232  | 272  | 238  | 212  |

| 1962 | 1968 | 1975 | 1982 | 1990 | 1999 | 2006 | 2008 | 2013 |
| ---- | ---- | ---- | ---- | ---- | ---- | ---- | ---- | ---- |
| 203  | 205  | 149  | 146  | 142  | 142  | 180  | 191  | 211  |

| 2018 | 2022 | - | - | - | - | - | - | - |
| ---- | ---- | - | - | - | - | - | - | - |
| 209  | 206  | - | - | - | - | - | - | - |

## Économie

### Revenus
En 2018, la commune compte 84 ménages fiscaux, regroupant 213 personnes. La médiane du revenu disponible par unité de consommation est de 20 770 € (20 140 € dans le département).

### Emploi
|                | 2008  | 2013   | 2018   |
| -------------- | ----- | ------ | ------ |
| Commune        | 5,3 % | 8,5 %  | 7,7 %  |
| Département    | 8,4 % | 10,2 % | 10,3 % |
| France entière | 8,3 % | 10 %   | 10 %   |

En 2018, la population âgée de 15 à 64 ans s'élève à 130 personnes, parmi lesquelles on compte 77,7 % d'actifs (70 % ayant un emploi et 7,7 % de chômeurs) et 22,3 % d'inactifs,. Depuis 2008, le taux de chômage communal (au sens du recensement) des 15-64 ans est inférieur à celui de la France et du département.
La commune fait partie de la couronne de l'aire d'attraction d'Agen, du fait qu'au moins 15 % des actifs travaillent dans le pôle,. Elle compte 22 emplois en 2018, contre 31 en 2013 et 27 en 2008. Le nombre d'actifs ayant un emploi résidant dans la commune est de 93, soit un indicateur de concentration d'emploi de 23,7 % et un taux d'activité parmi les 15 ans ou plus de 58,9 %.
Sur ces 93 actifs de 15 ans ou plus ayant un emploi, 17 travaillent dans la commune, soit 18 % des habitants. Pour se rendre au travail, 87,1 % des habitants utilisent un véhicule personnel ou de fonction à quatre roues, 1,1 % les transports en commun, 1,1 % s'y rendent en deux-roues, à vélo ou à pied et 10,8 % n'ont pas besoin de transport (travail au domicile).

### Activités hors agriculture
8 établissements sont implantés  à Sistels au 31 décembre 2019.
Le secteur de l'administration publique, l'enseignement, la santé humaine et l'action sociale est prépondérant sur la commune puisqu'il représente 25 % du nombre total d'établissements de la commune (2 sur les 8 entreprises implantées  à Sistels), contre 13,6 % au niveau départemental.

### Agriculture
La commune est dans la Lomagne, une petite région agricole située dans le sud-ouest du département de Tarn-et-Garonne. En 2020, l'orientation technico-économique de l'agriculture  sur la commune est l'exploitation de grandes cultures (hors céréales et oléoprotéagineuses). 
|               | 1988 | 2000 | 2010 | 2020 |
| ------------- | ---- | ---- | ---- | ---- |
| Exploitations | 26   | 20   | 18   | 14   |
| SAU (ha)      | 828  | 942  | 933  | 737  |

Le nombre d'exploitations agricoles en activité et ayant leur siège dans la commune est passé de 26 lors du recensement agricole de 1988  à 20 en 2000 puis à 18 en 2010 et enfin à 14 en 2020, soit une baisse de 46 % en 32 ans. Le même mouvement est observé à l'échelle du département qui a perdu pendant cette période 57 % de ses exploitations,. La surface agricole utilisée sur la commune a également diminué, passant de 828 ha en 1988 à 737 ha en 2020. Parallèlement la surface agricole utilisée moyenne par exploitation a augmenté, passant de 32 à 53 ha.

## Culture locale et patrimoine

### Lieux et monuments

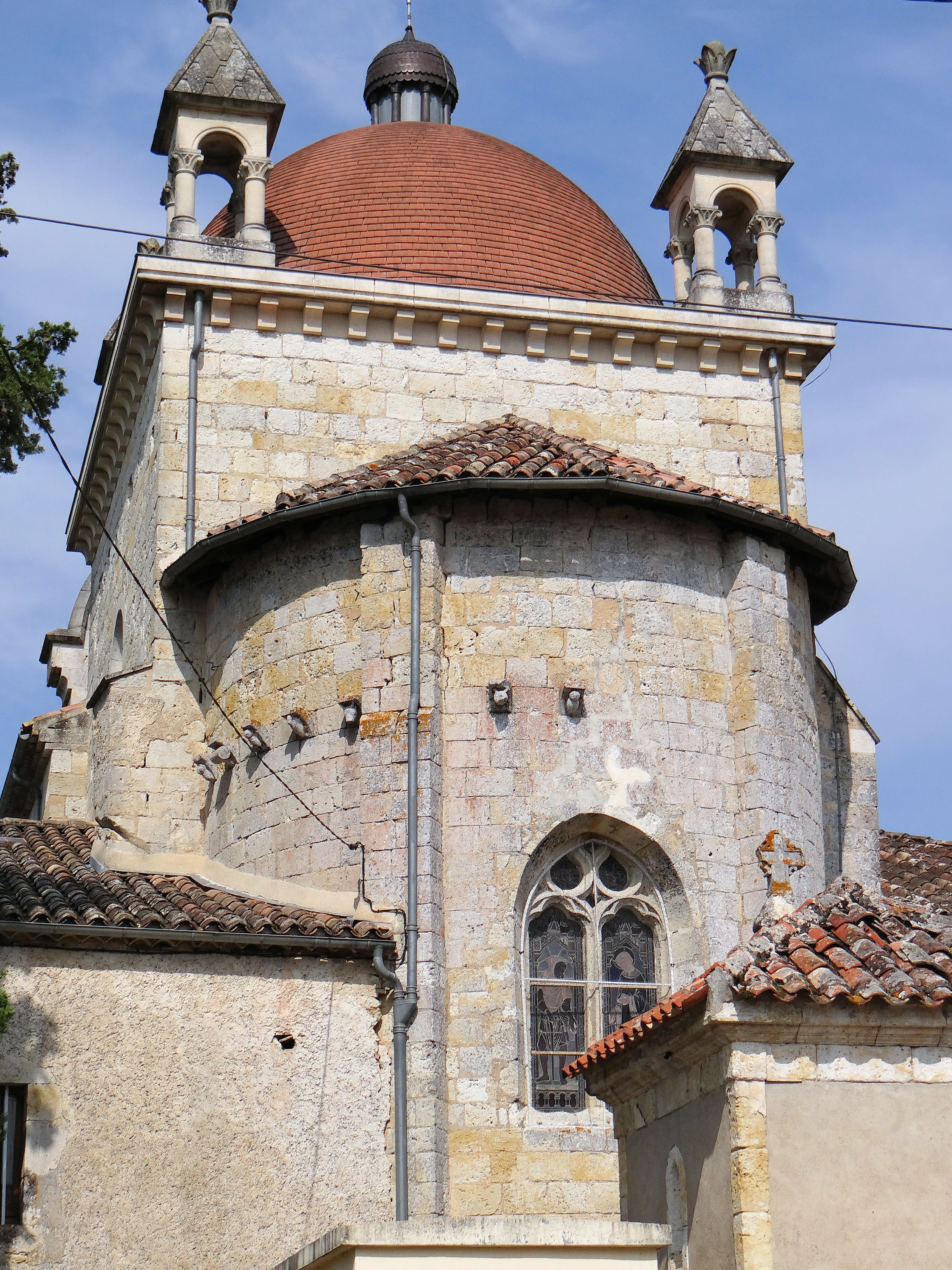
Église Saint-Laurent.

- Le manoir de Guillaume Bigourdan, l'inventeur des fuseaux horaires.
- Le château, édifié par le capitaine Franguet en 1523 et 1524 puis détruit par un incendie le 25 mars 1911. Son plan est à rapprocher des salles gersoises. Le château est commandé par une tour-escalier hors-œuvre[37].
- L'église paroissiale Saint-Laurent avec un chevet roman dont il reste sept modillons. L'abside a été rehaussée. La chapelle latérale de gauche et le porche ont été ajoutées dans la seconde moitié du XVe siècle. La chapelle latérale de droite est récente mais a été construite dans le même style[38]. La voûte en berceau brisé  de la nef et la coupole ont été construites en 1890 par Gilles[39]. À l'intérieur se trouve une grande fresque retraçant la passion de Jésus. L'édifice est référencé dans la base Mérimée et à l'Inventaire général Région Occitanie[40]. De nombreux objets sont référencés dans la base Palissy (voir les notices liées)[40].
- L'ancien chemin des pèlerins de Saint-Jacques-de-Compostelle.

### Personnalités liées à la commune
- Guillaume Bigourdan (1851-1932), astronome né au village.
- Max Artis (1928-2013), né à Sistels, officier supérieur de l'armée de l'air, auteur de livres pour la jeunesse (Hachette, G. P. et Bias), Grand prix du Salon de l'enfance 1971 et 1973. Il est aussi l'auteur d'une biographie du maréchal Lannes aux éditions Mengès (1981).

## Pour approfondir